# The Richest Girl in the World

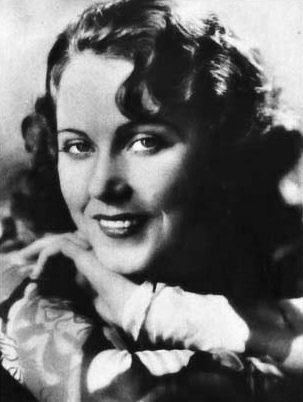
Foto publicitária de Fay Wray. Famosa desde o ano anterior por King Kong, a atriz atuou em dez filmes em 1934, ocasionalmente como coadjuvante, a exemplo de The Richest Girl in the World.

The Richest Girl in the World (Brasil: A Pequena Mais Rica do Mundo ) é um filme estadunidense de 1934 do gênero comédia romântica, dirigido por William A. Seiter e estrelado por Miriam Hopkins e Joel McCrea. Vendido, sem maiores exageros, como "a comédia romântica mais eletrizante da temporada, repleta de humor, romance e glamour", o filme tem o seu ponto forte na história e no roteiro.
A história original foi agraciada com uma indicação ao Oscar. Seu autor, Norman Krasna, posto temporariamente na geladeira pela MGM, logo iria tornar-se um dos grandes escritores de Hollywood.
A película foi refilmada como Bride by Mistake em 1944 e, em termos, como The French Line, em 1954.

## Sinopse
A milionária Dorothy Hunter troca de identidade com Sylvia, sua secretária, porque está convencida de que nunca vai encontrar alguém que a ame pelo que é, e não por seu dinheiro. Apaixonada por Tony Travers, a quem encontrara em sua festa de noivado, ela empurra o jovem para a falsa Dorothy, o que provaria sua tese. Naturalmente, um plano complicado como esse está sujeito a consequências imprevisíveis.

## Principais premiações
| Prêmio | Categoria                | Situação |
| ------ | ------------------------ | -------- |
| Oscar  | Melhor História Original | Indicado |

## Elenco
| Ator/Atriz       | Personagem                       |
| ---------------- | -------------------------------- |
| Miriam Hopkins   | Dorothy Hunter / Sylvia Lockwood |
| Joel McCrea      | Tony Travers                     |
| Fay Wray         | Sylvia Lockwood / Dorothy Hunter |
| Henry Stephenson | Jonathan 'John' Connors          |
| Reginald Denny   | Phil Lockwood                    |
| Beryl Mercer     | Marie                            |
| George Meeker    | Donald                           |
| Wade Boteler     | Jimmy Franey                     |
| Herbert Bunston  | Dean Cavandish                   |
| Burr McIntosh    | David Preston                    |
| Edgar Norton     | Binkley                          |